# Economía de las Islas Malvinas
La economía de las Islas Malvinas —que al principio se basaba en la caza de focas y ballenas, y en el aprovisionamiento de embarcaciones— desde mediados de los años 1870 hasta 1980, dependía en gran medida de la cría de ovejas y de su metrópoli, el Reino Unido. Posteriormente se diversificó, y ahora obtiene ingresos del turismo, de la pesca comercial, de la industria de la pesca y de la agricultura. La moneda de las islas es la Libra malvinense, que está respaldada por la libra esterlina.

## Desarrollo histórico

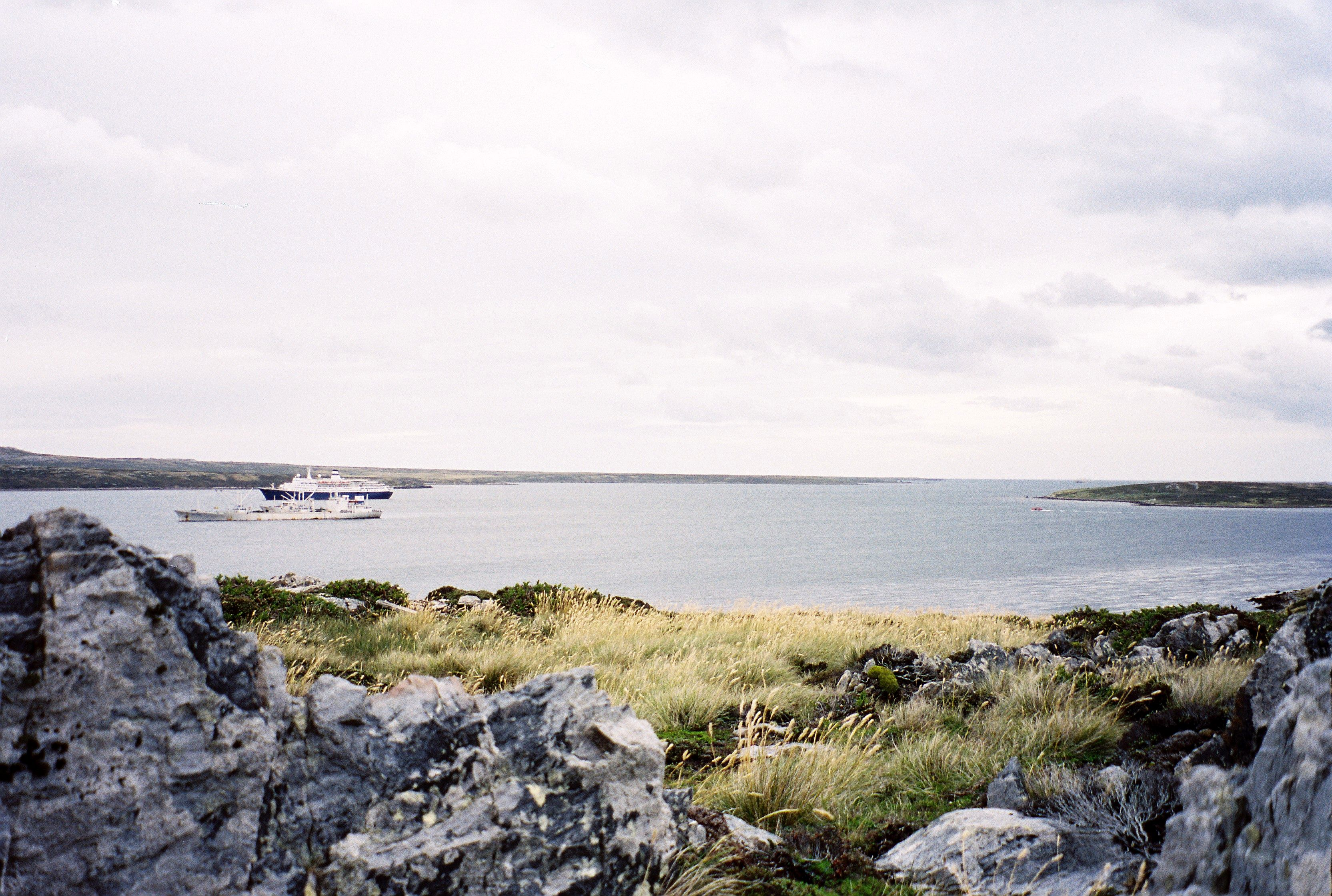
Un arrastrero de calamares y un buque de cruceros en Puerto Groussac/Port William que representan dos tendencias en el desarrollo económico reciente de las islas.

Durante el siglo XIX, el depósito de suministros y mantenimiento de barcos en Puerto Argentino/Stanley se convirtió en un puerto que prestaba servicios a los barcos que rodeaban el Cabo de Hornos. También había comercio de cueros de vaca de los bovinos salvajes descendientes de aquellos introducidos a las islas por los franceses a fines del siglo XVIII. Posteriormente se introdujo el ganado ovino, llegando a sustituir el comercio de bovinos a mediados de los años 1870 y convirtiéndose en autosuficientes para 1885. Las islas también servían de base para los cazadores de focas y ballenas, por las que se erigieron fábricas en Isla Soledad y en Georgia del Sur, pero estas industrias dejaron de existir.
Hacia la época de la Guerra de las Malvinas la única industria de las islas era la cría de ovejas, y su sustentabilidad económica estaba en duda, pero después de la guerra se produjo un nuevo acuerdo por parte del gobierno del Reino Unido. Entonces, a mediados de 1984, se creó la Corporación para el Desarrollo de las Islas Malvinas (Falkland Islands Development Corporation) y en su informe anual a fines de ese año, se propuso aumentar las oportunidades de empleo mediante el fomento de la diversificación, para aumentar la población mediante inmigración selectiva, buscando como objetivo ser autosuficientes a largo plazo y mejorar los servicios de la comunidad. Para lograr esto, la Corporación identificó como áreas para abordar el mejoramiento agrícola, el turismo, la autosuficiencia en energía, el desarrollo del sector industrial y del de servicios, la pesca, y la subdivisión de la tierra.
La empresa más grande en las islas solía ser la Falkland Islands Company (FIC), una empresa que cotiza en la Bolsa de Londres. La empresa tenía participación en la mayor parte de las actividades económicas en las islas; sin embargo, sus granjas fueron vendidas al Gobierno de las Islas Malvinas en 1991. Hoy en día, la empresa maneja varios comercios minoristas en Puerto Argentino/Stanley, y participa en los servicios portuarios y actividades de transporte internacional de mercadería. 
En el 2002 la economía de las islas estaba en auge, y percibía ingresos del turismo, de la venta de licencias de pesca de calamares y de la pesca de las empresas pesqueras locales con botes registrados en las islas. Las islas son visitadas por barcos pescadores de España, Corea del Sur, Taiwán y Japón, y obtienen de las islas suministros y servicios. Un kelper declaró en la BBC que “fuimos la gente más afortunada de las que se hayan involucrado en una guerra”. En 2007, Argentina se retiró de un acuerdo de 1995 que establece los términos para la explotación de los recursos marinos. Se cree que podría haber hasta 60 mil millones de barriles de petróleo (9,5 km³) bajo el fondo del mar que rodea las islas.

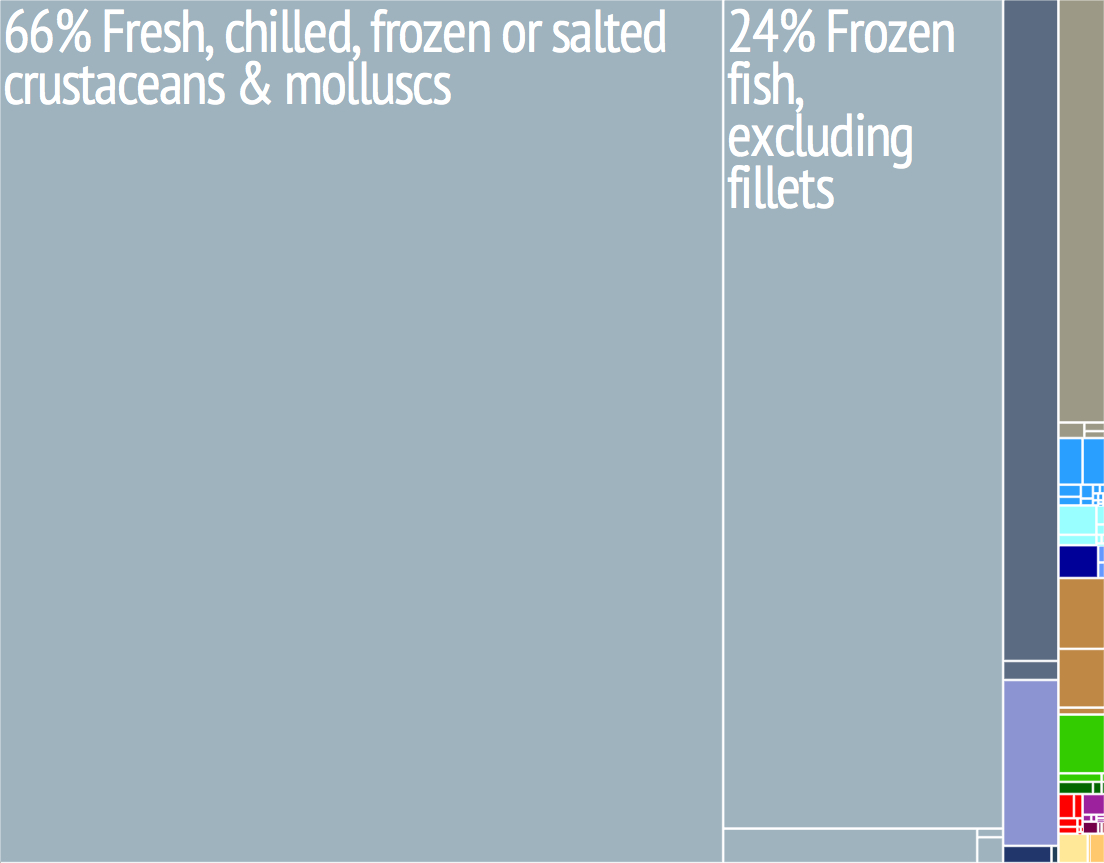